# Avril 1814

## Événements

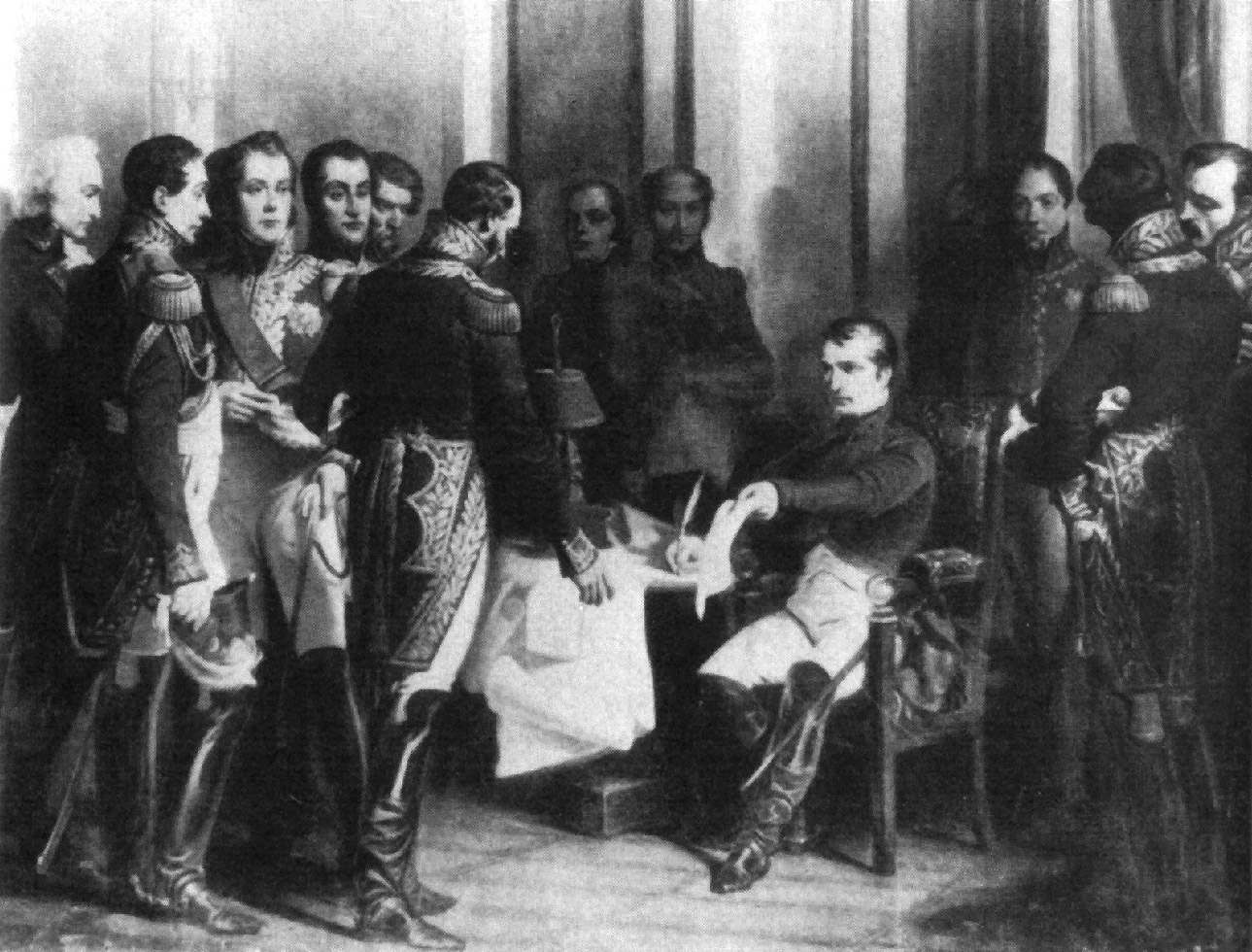
11 avril : Abdication de Napoléon Ier

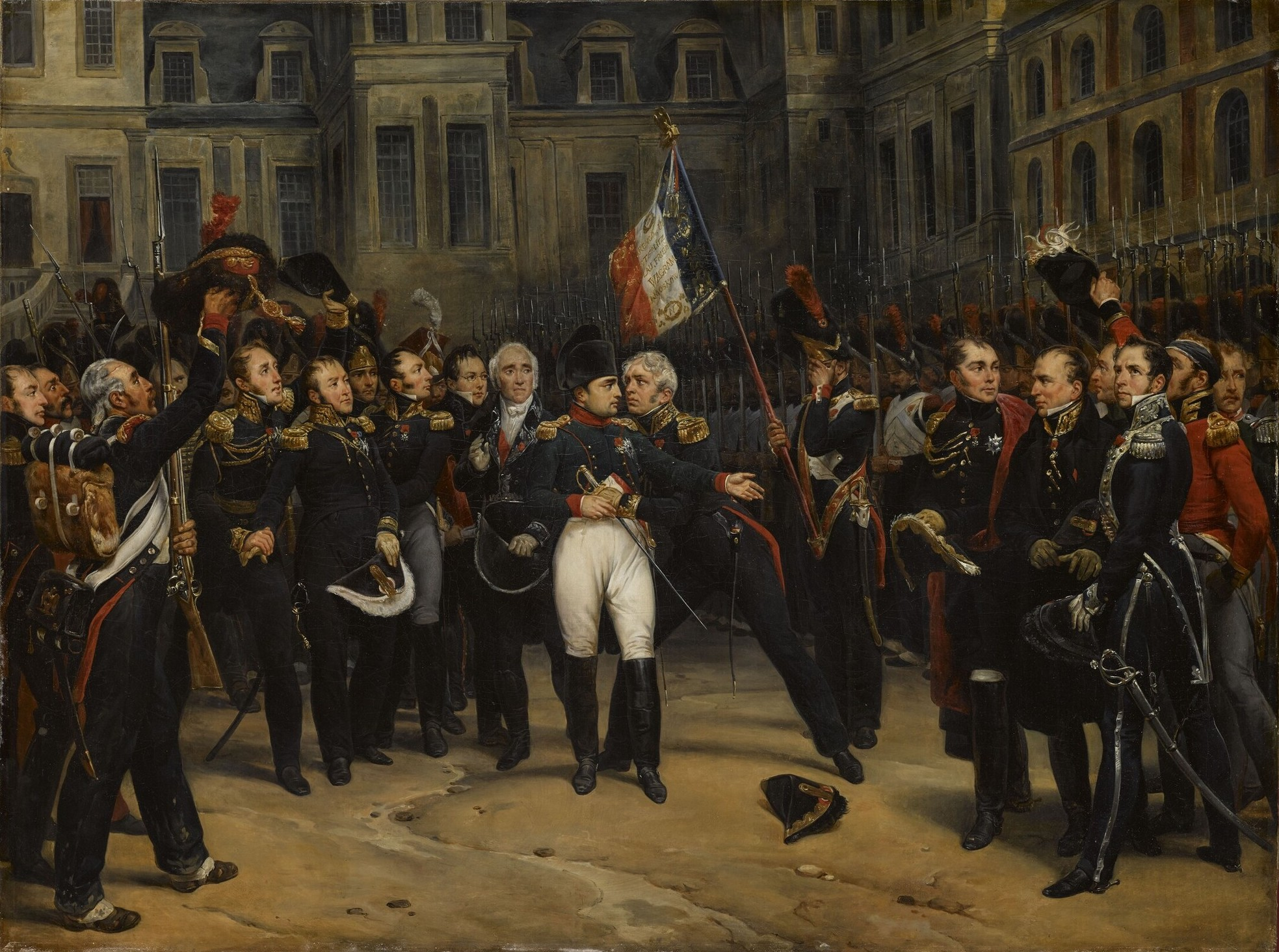
Antoine Alphonse Montfort: Adieux de Napoléon à la Garde impériale dans la cour du Cheval-Blanc du château de Fontainebleau

- France : les maréchaux d’Empire refusent de continuer le combat. Publication de De Buonaparte et des Bourbons.

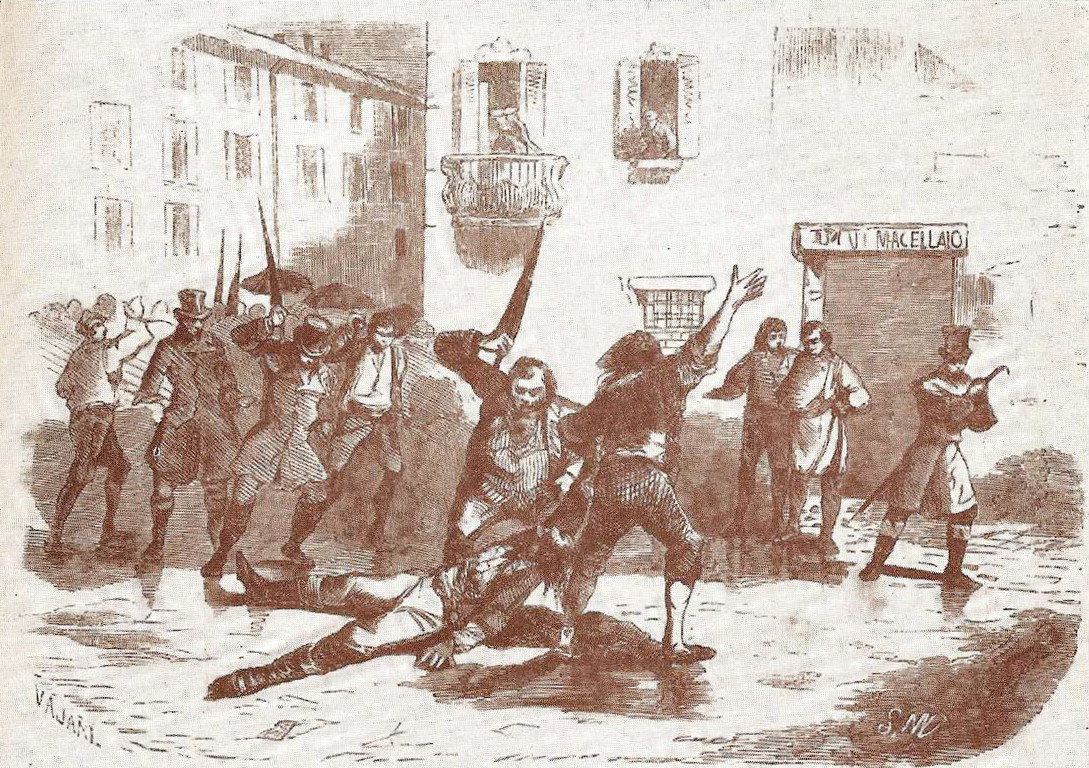
20 avril : lynchage de Prina à Milan. Melzi, chef du gouvernement du Royaume d'Italie pense que l’unique solution après la défaite française de Leipzig (octobre 1813) est la proclamation de l’indépendance. Le vice-roi Eugène de Beauharnais, qui commande encore 45000 hommes, n’accepte qu’après l’abdication de Napoléon le 4 avril. Mais au Sénat le plan Melzi est mis en pièces par l’opposition menée par Confalonieri, hostile à tout lien avec la France métropolitaine. Les troubles suscités, le lynchage de Giuseppe Prina, ministre des Finances (20 avril), marquent la fin de toute velléité de résistance militaire aux Alliés. Le gouvernement de Vienne restaure la carte de l’Italie sur des bases prérévolutionnaires.

- 1er avril, France : Talleyrand est reconnu par les assemblées chef d’un gouvernement provisoire composé de royalistes[1].
- 2 avril, France : Napoléon Ier est déchu par le Sénat conservateur puis par le Corps législatif le lendemain[1] ;

- 3 avril, France : Joseph-Dominique Louis dit baron Louis est nommé ministre des Finances.
- 5 avril, France : abdication de Napoléon Ier en faveur de son fils, à Fontainebleau. Sous la pression des maréchaux, il renonce au trône pour tous les siens le 6 avril ;
  - Il conserve le titre impérial, reçoit une rente et la souveraineté sur l’île d’Elbe (signée le 11 avril par le traité de Fontainebleau)[2].
- 6 avril, France : le Sénat conservateur adopte un projet de constitution visant à rétablir la monarchie. Il offre le trône au comte de Provence et vote un plan de Constitution rédigée par une commission (Lebrun, Barbé-Marbois, Destutt de Tracy, Emmery et Lambrecht).
- 7 avril, France : le gouvernement provisoire rétablit la censure[1].
- 10 avril, France : bataille de Toulouse, dans laquelle le général Taupin meurt. Wellington prend la ville.
- 11 avril, France : signature du traité de Fontainebleau. Abdication sans condition de Napoléon Ier. Il conserve le titre impérial, reçoit une rente et la souveraineté sur l’île d’Elbe.
- 12 avril, France : Charles d’Artois entre à Paris[1].
- 12-28 avril : victoire des patriotes des Provinces-Unies de Nouvelle-Grenade à la bataille de Juanambú.
- 13 avril, France : le traité de Fontainebleau règle les modalités pratiques du départ de Napoléon (20 avril-4 mai). L’impératrice Marie-Louise d'Autriche et son fils le roi de Rome sont confiés à l’empereur d’Autriche.
- 13 - 15 avril : victoire alliée à la bataille du Taro, en Émilie-Romagne.
- 18 avril : une convention d’armistice est signée entre la France et Wellington.
- 19 avril : Louis XVIII quitte Hartwell House pour la France ; il est à Calais le 24 avril[1]

- 20 avril : lynchage de Giuseppe Prina, ministre des Finances du royaume d’Italie à Milan.
- 23 avril : armistice entre la France et les coalisés[1].
- 28 avril, Guerre de 1812 (États-Unis) : le croiseur américain USS Peacock capture la frégate britannique HMS Epervier au large de Cap Canaveral.
- 29 avril : capitulation de la garnison française de Hambourg (Davout)[3].

## Naissances
- 4 avril : François Clément Sauvage (mort en 1872),  ingénieur en chef des mines et député français.
- 21 avril : Paul Émile Breton de Champ (mort en 1885), mathématicien et ingénieur français.
- 25 avril : El Cano (Manuel Jiménez y Meléndez), matador espagnol († 23 juillet 1852).

## Décès
- 10 avril : Éloi Charlemagne Taupin général français.
- 25 avril : Louis Sébastien Mercier, écrivain (1740-1814).